# Rolf Haller (Radsportler)
Rolf Haller (* 9. August 1957 in Schwenningen am Neckar, jetzt Villingen-Schwenningen) ist ein deutscher ehemaliger Radrennfahrer, dessen kurze aber vergleichsweise erfolgreiche Profikarriere sich vor allem über das erste Halbjahr 1980 erstreckte.

## Leben

### Sportliche Karriere
Haller war zunächst als Amateur aktiv. Unter anderem erreichte er während dieser Zeit im Februar 1978 hinter dem Italiener Alberto Minetti den zweiten Platz auf der achten Etappe der Vuelta Ciclista de Chile. Im Jahr 1980 entschied er sich für eine Karriere als Profi und wurde vom spanischen Team Teka verpflichtet.
In diesem Jahr feierte er auch seine größten Erfolge. Zunächst erkämpfte er Mitte Januar bei der Deutschen Rad-Cross Meisterschaft hinter Klaus-Peter Thaler die Silbermedaille und belegte zwei Wochen später bei der Cyclocross-Weltmeisterschaft im schweizerischen Wetzikon den 23. Rang. Bei der Valencia-Rundfahrt trug er zwischenzeitlich das Kombinationstrikot und die Asturien-Rundfahrt beendete er im grünen Trikot des punktbesten Fahrers. Im März und April nahm er dann an den „Radsportmonumenten“ Mailand–Sanremo und Paris–Roubaix sowie am Halbklassiker Paris–Camembert teil, wobei ihm bei letzterem mit einem 14. Rang seine beste Platzierung in diesen traditionsreichen Eintagesrennen gelang. Sehr überraschend für ihn selbst wurde er daraufhin für die zwischen dem 22. April und dem 11. Mai ausgetragene Vuelta a España nominiert. Am 5. Mai gewann er die bergige und 195 Kilometer lange 13. Etappe zwischen Pontevedra und Vigo, als er aus einer Ausreißergruppe heraus angriff und schließlich auch den Spanier Jesús Hernández Úbeda hinter sich ließ. Er konnte die Vuelta allerdings nicht beenden, sondern musste auf der vorletzten Etappe infolge einer Lebensmittelvergiftung aufgeben. Haller repräsentierte das Team Teka auch bei der Tour de France, die am 26. Juni begann. Er stürzte aber am 2. Juli während der sechsten Etappe von Lille nach Compiègne auf einem Kopfsteinpflasterabschnitt schwer und brach sich das Becken. Zwar vermochte er noch 120 Kilometer ins Ziel zu fahren, musste dort aber die Tour beenden und wurde umgehend in ein Krankenhaus nach Paris geflogen. Nach seiner vergleichsweise raschen Genesung startete er knapp zwei Monate später bei der Straßen-Weltmeisterschaft im französischen Sallanches, beendete das Rennen jedoch vorzeitig.
Im folgenden Jahr 1981 wechselte Haller zum französischen Team Puch, konnte aber keine Erfolge mehr verzeichnen: Ende Februar erreichte er den achten Platz beim Grand Prix de Monaco, im März den 67. Platz bei Mailand–Sanremo und im August beendete er die Deutschland-Rundfahrt auf dem 55. Rang der Gesamtwertung. Noch im gleichen Monat nahm er auch an der Straßen-Weltmeisterschaft in Prag teil, kam aber abermals nicht ins Ziel. Nach der Saison ließ er sich reamateurisieren. Er absolvierte noch einige wenige Rennen und beendete dann seine Radsportkarriere.

### Privatleben
Rolf Haller zog mit seiner Familie nach Ingolstadt und betreibt dort ein Fahrradgeschäft. Sein 1997 geborener Sohn Patrick ist ebenfalls als Radsportler aktiv und wurde unter anderem 2016 deutscher Meister im Straßen-Mannschaftszeitfahren.

## Palmarès
1980:
- Deutsche Querfeldein-Meisterschaft
- Punktewertung Asturien-Rundfahrt
- eine Etappe Vuelta a España